# 김학순 (1767년)
김학순(金學淳, 1767년 ~ 1845년 3월)은 조선 후기의 문신, 시조 시인이자 서예가이다. 본관은 안동이고, 호는 화서(華棲), 자는 이습(而習), 시호는 문간(文簡)이다.
1798년(정조 22년) 사마시에 3등으로 합격하고, 1801년(순조 1년) 장용영의 군관이 되었다. 1805년(순조 5년) 순조가 직접 주관하는 증광시에 장원급제하였으며, 전시(殿試)에 병과로 급제하여 승문원에 보임되었으며, 성균관전적, 병조좌랑 등을 지내고 한림, 홍문록, 도당회권 등에 선발되었다. 이후 홍문관교리, 영남 암행어사, 홍문관응교가 되고 순천부사,  1820년 안동부사 등을 역임했다. 1821년과 1823년 이조]참의에 임명되고, 1823년 여러 번 사간원대사간에 임명되었다. 1825년 의정부좌의정 이상황의 천거로 아경에 승진하고, 공청도]관찰사로 나갔다가 1827년 승정원도승지로 발탁, 1829년 호조참판이 되었다.
1830년 평안도관찰사로 부임했다. 1832년 정경에 승진하여 공조판서가 되고, 이후 형조판서, 약방제조, 이조판서 등을 거쳐 순조 묘정 배향의 공로로 숭정대부로 승진하여 판의금부사를 역임했다. 철종 때 문간의 시호가 추서됐다.
안동 영호루에 시 8수와 은자암 각자, 친필 서한들이 전한다. 시문과 서예 외에도 약학 지식이 있어 여러번 약방제조에 임명되어 겸직, 오래 약방 업무를 겸임했다. 순원왕후, 철인왕후, 효현왕후의 아버지쪽 먼 친척이었으나, 외사촌 홍기섭의 손녀가 헌종의 계비 효정왕후였다. 청음 김상헌의 7대손이다. 한성 출신.

## 생애

### 출생과 가계
할아버지는 영유현령을 지내고 사후 증 이조참의와 증 이조참판에 추증된 김간행(金簡行)이고, 아버지는 영동 현감(永同縣監)과 나주목사, 함양군수를 지내고 증 이조판서와 증 의정부좌찬성에 추증된 김이석(金履錫)이며, 어머니는 남양홍씨로 주부를 지내고 증 이조판서 겸 성균관제주에 추증된 홍주영(洪疇泳)의 딸이다. 한성부 출신이다.
그의 아버지 김이석은 영동현감 재직 중 군포 황백, 황구와 백골 징포 문제로 호서지역 암행어사 윤로동(尹魯東)의 탄핵을 받고 파면, 전라남도 영암군의 병사로 충군(充軍)당하기도 했다. 아버지 김이석은 사후 증 이조]참판에 증직되었다가, 다시 증 이조판서, 증 의정부좌찬성으로 여러번 거듭 추증되었는데, 모두 김학순의 출세로 인한 증직이었다.
청음 김상헌의 7대손이며, 현종, 숙종 때의 정승 문곡 김수항의 5대손이며, 고조부는 김창립이다. 김창집은 그의 종고조부로, 세도가를 연 풍고 김조순은 10촌뻘 되는 친척이었다.
조선 순조비 순원왕후, 헌종의 첫 왕비 효현왕후, 철종비 철인왕후의 아버지쪽 먼 친척이었지만, 순원왕후나 철인왕후보다는 효정왕후와 가까웠다. 김학순의 외할아버지 홍주영은 헌종계비 효정왕후 홍씨의 고조부로, 효정왕후 홍씨의 친정 할아버지 공조판서  홍기섭(洪耆燮)은 그의 외사촌-고종사촌간이고, 홍재룡은 5촌 조카뻘이 된다. 부인은 덕수이씨(德水李氏)로, 동지(同知)를 지낸 이용모(李龍模)의 딸이며, 문정공(文靖公) 택당 이식(澤堂植)의 6대손이다.

### 관직 생활
1780년(정조 4년) 당시 소년이었던 그는 승정원의 하급관료인 승정원서리(承政院書吏)로 임명되어 승정원의 일을 맡아보았다. 1796년(정조 20년)에는 명나라 사람 및 충신의 후손을 정조가 춘당대의 황단 친제(親祭)에 초청할 때 참석하였다.
유학(幼學)으로 1798년(정조 22년) 사마시에 진사 3등으로 합격하여 진사가 되고, 1801년(순조 1년) 장용위(壯勇衛)의 군관에 발탁되어 근무했다. 1805년(순조 5년) 유학으로 순조가 친히 주관하는 어제(御題) 문과 증광시에 장원 급제하였다. 곧 전시(殿試)에 병과로 급제하여 승문원에 발탁되었다. 1807년에 한림에 들었다.
1808년(순조 8년) 성균관전적이 되고, 그 해 병조좌랑이 되었다. 1809년 홍문록에 선발되고, 도당 회권(都堂會圈)에 선정되었다. 1809년 홍문관부교리, 같은 해 홍문관교리에 임명되었다.그 뒤 영남 암행어사로 나가 경상도 지역 지방관의 부당한 세금 징수를 적발, 바로잡았다. 경상도 암행어사 당시의 치적으로 암행어사 선정비가 세워졌으며, 선정비 비문은 구암 이수인(懼庵 李樹仁)이 지었다. 영남 암행어사로 있을 때 남해 관아의 현판 시를 지었는데, 현재 남해군청에 소장중이다. 그해 겨울 홍문관응교가 되고, 순천부사로 부임하였다. 이후 의정부사인 등을 역임했다.
1812년(순조 12년) 홍문관 수찬, 의정부 검상, 1818년 성균관대사성, 부제학, 1820년 안동부사로 발령받았다. 안동부사 재직 중 6대조 김상헌의 은거지를 찾아 그의 은거를 기리기 위해 바위에 큰 글씨로 은자암(隱者巖)이라고 글씨를 써서 새기고 해동슈양 산남율리(海東首陽 山南栗里)라 하였다. 이후 호조참의를 거쳐 1821년 이조참의가 되고 1823년 5월 다시 이조참의에 재임명되었다가  그해 6월부터 여러 번 사간원대사간에 등용되었다. 1825년 의정부 좌의정 이상황(李相璜)의 천거를 받아 아경으로 승진했으며, 그해 공청도관찰사(公淸道觀察使)로 부임하였다. 1827년 승정원 도승지로 발탁되고, 1829년 호조참판을 거쳐 1830년 평안도관찰사로 부임했다.

### 생애 후반
1832년 공조판서, 그해 정경이 되고, 1833년 형조판서에 발탁됐다.
그해 형조판서로 비변사 당상을 겸직하였다. 이후 순조의 행장을 찬하였으며, 순조 묘정 배향에 참여한 공로로 숭정대부로 승진하여 판의금부사를 역임했다. 1835년(헌종 1년) 이조판서에 임명되고, 약방제조 등을 역임했다. 1837년 행 상호군이 됐다가, 그해 행 홍문관 제학, 행 예문관 제학에 임명됐다][. 1838년(헌종 4년) 행 대호군, 1839년 행 상호군이 되고 1843년(헌종 9년) 효현왕후의 국상 때 만장제술관(挽章製述官) 96인의 한 사람으로 선발되었다.
그는 40년간의 공직 생활 중 청렴과 근면으로 이름 높았다. 순조, 헌종의 신임을 얻어 여러번 그의 자문을 받았고, 정사에도 깊이 관여했다. 약학 지식이 있었던 그는 약방제조에도 여러번 임명되어, 오랫동안 겸임하며 약방의 탕제 업무에 참여하기도 했다. 작품으로는 안동 영호루(映胡樓)에 남긴 시 8수 등과 친필 간찰들이 현전하며, 저서로는 '화서집 (華棲集)'이 있다. 1845년(헌종 11년) 3월에 사망했다.

### 사후
사후 1845년 5월 시신은 경기도 양주군 설곡(雪谷), 그의 고조부 택재 김창립의 묘소 아래 간좌(艮坐)의 언덕에 장사지냈다가, 뒤에 경기도 용인군 원삼면 선영(현, 용인시 처인구 원삼면)로 이장되었다.
1863년(철종 14년) 심암 조두순(心庵 趙斗淳)이 그의 시호를 청하는 상소를 올려, 그해 11월 철종의 명으로 문간공의 시호가 추서되었다. 그의 시조 가사와 글을 엮은 화서집은 1940년 재간행되고, 대한민국 수립 이후 1970년 후손 김석진(金奭鎭)이 다시 편집, 재간행하였다.

## 저작

### 저서
- 화서집 (華棲集)

### 작품
- 영호루 시 8수
- 남해군 관아 현판

## 같이 보기
- 영호루
- 은자암